# Какулия, Этер Ираклиевна
Этер Ираклиевна Какулия (29 ноября 1942 — 26 июня 2015, Тбилиси, Грузия) — советская и грузинская певица, заслуженный артист Грузинской ССР (1983), «Грузинская королева песни» (2015), «Народная награда любви» (2015), «Почётный гражданин Поти» (1988), кавалер ордена Чести (Грузия), Почётный член Театрального общества (1979).

## Биография
Родилась 29 ноября 1942 года.
В 1960-1964 годах пела в оркестре Тбилисского политехнического института под руководством Иосеба Тугуши. С 1964 года солист Филармонии Грузии, пела в Государственном оркестре «РеРо» Константина Певизера. С 1986 года по 2001 солист грузинской телерадиокомпании. С 1988 года Почётный гражданин Поти.
У неё был сильный голос и хорошие сценические данные. За 51-летнюю карьеру она исполнила почти 200 песен, написанных различными композиторами во время её работы, а также выступила почти во всех регионах Грузии. Часто пела дуэтом с Нико Джадугишвили. Была замужем за Резо Вачиберидзе. От этого брака есть только одна дочь Алеко.
Исполняла песни на грузинском, английском, немецком, русском, французском и португальском языках. Путешествовала с турами по странам: Германия, Чехословакия, Венгрия, Югославия, Болгария, Финляндия, Швеция, Норвегия, Дания, Голландия, Франция, Кувейт, Англия, Россия и другим.
В 2014 году у певицы был диагностирован рак, и она находилась в Израиле на лечении, но врачи прекратили её лечение 9 июня 2015 года и она вернулись на родину 10 июня. 26 июня 2015 года Этер Какулия скончалась.
Этер Какулия была похоронена со своими родителями на кладбище в Ваке. А затем по решению мэрии Тбилиси, патриархии и правительства она будет перезахоронена в Новом пантеоне общественных деятелей на горе Махата.
Её именем названа улица в Тбилиси.